# Möllersgrund
Möllersgrund ist eine zum Ortsteil Frauensee der Stadt Bad Salzungen im Wartburgkreis in Thüringen gehörende Siedlung.

## Lage
Die Ansiedlung Möllersgrund liegt südwestlich von Frauensee unter der Springer Höhe im Möllersgrund und ist über die Kreisstraße 106 und einen anschließenden Wirtschaftsweg zu erreichen. Die geographische Höhe des Ortes beträgt 325 m ü. NN.

## Geschichte
Am 28. September 1499 wurde die Ansiedlung erstmals urkundlich erwähnt. Mit Stand vom 30. Juni 2009 lebten 53 Personen in Möllersgrund.